# Peștera Răsuflătoarei
Peștera Răsuflătoarei este o arie protejată de interes național ce corespunde categoriei a I-a IUCN(rezervație naturală de tip științific), situată în județul Caraș-Severin, pe teritoriul administrativ al comunei Carașova.
Rezervația naturală aflată în nord-estul satului Iabalcea, în versantul drept al Cheilor Carașului, are o suprafață de 1,10 ha, și este inclusă în Parcul Național Semenic - Cheile Carașului.
Aria naturală reprezintă o peșteră (cavitate de dimensiuni mari) de interes științific, geologic, speologic și paleontologic, cu resturi de faună fosilă concreționată.